# Округ 10 (Дюссельдорф)
Городской административный округ 10 (нем. Stadtbezirk 10) - один из десяти округов, составляющих территорию города Дюссельдорфа, столицы федеральной земли Северный Рейн-Вестфалия.

## Общая характеристика
Подразделяется на административные районы, которых здесь два: Гарат (Garath) и Хеллерхоф (Hellerhof). Современная территория округа, как составная часть Дюссельдорфа, была выделена в 1975 году. Руководство округа базируется на Франкфуртер Штрассе, 231 (Frankfurter Straße, 231) (район Гарат, вблизи ж. д. платформы).
В противоположность другим крупным городам Северного Рейна-Вестфалии, в которых округа имеют свои собственные названия (например, в Кёльне и Дуйсбурге), в Дюссельдорфе они обозначены только цифрами.

## Особенности округа
Округ расположен на южной окраине Дюссельдорфа. Является одним из самых маленьких по площади. Спальный район Дюссельдорфа, заселённый в основном малоимущими и, частично, среднего достатка слоями населения. Застроен современными многоквартирными жилыми домами. Дотационный округ, поскольку самостоятельного экономического значения не имеет, а значительная часть жителей находятся под социальной защитой.  Более 10% являются иммигрантами, а среди них 32% составляют выходцы из бывшего СССР (наибольшая группа иммигрантов в округе).

## Политическая ориентация
На последних коммунальных выборах, прошедших в 2009 году, за представителей различных партий население проголосовало следующим образом: ХДС - 43%, СДПГ - 26,5%, Зелёные - 7,3%, СвДП - 6,6%, Левые - 6,0%, Республиканцы - 3,3%, остальные партии и свободные кандидаты - 5,9%. Партийное представительство в руководстве округа таким образом сформировалось в соответствии с пропорциями отданных за кандидатов голосов, среди которых преобладают христианские демократы (ХДС) (9 из 19 представителей).

## Фотогалерея двух районов округа

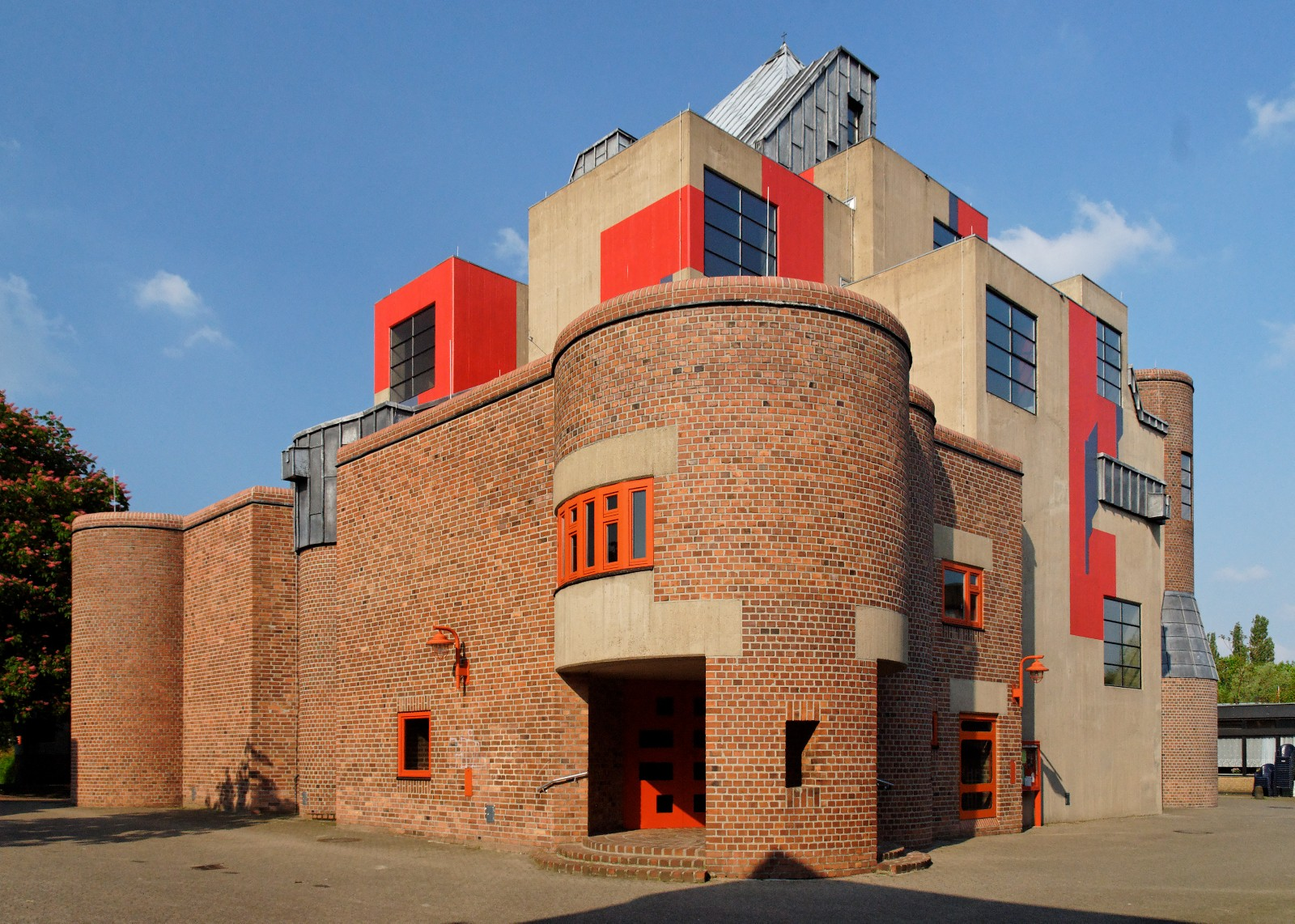
Церковь св. Матфея, Гарат
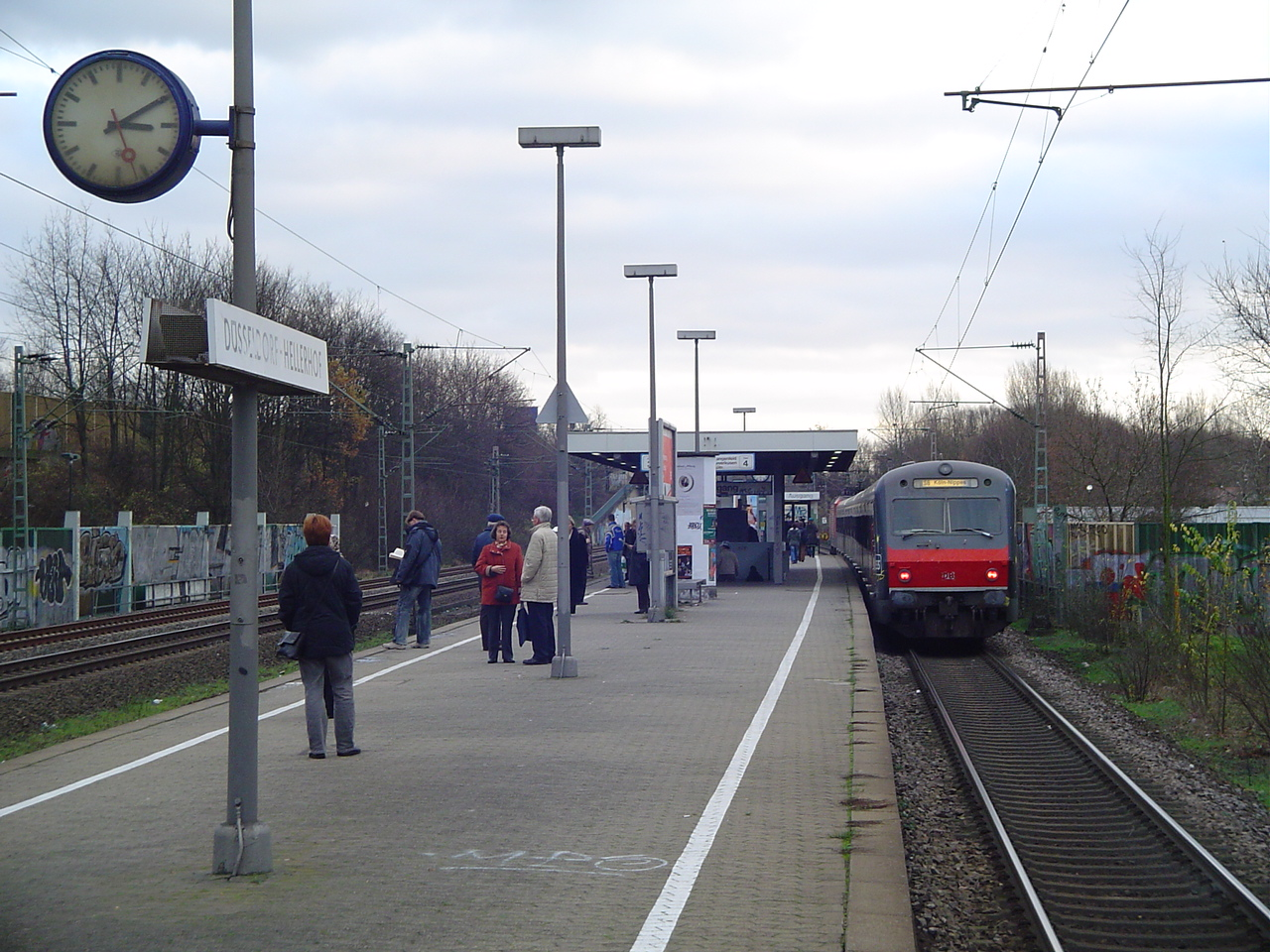
Ж. д. платформа, Хеллерхоф

## Дополнительная информация
- Список округов Дюссельдорфа
- Список районов Дюссельдорфа